# Pelotas (sèrie de televisió)
Pelotas va ser una sèrie de televisió produïda per El Terrat i emesa per La 1 de Televisió Espanyola, entre el 23 de febrer de 2009 i el 7 de juny de 2010. Televisió Espanyola va decidir ampliar la sèrie per a una segona temporada que va concloure el 7 de juny de 2010; al no comptar amb el suport de l'audiència.
Es tracta del debut en la ficció televisiva de José Corbacho i Juan Cruz, després de treballar junts en els llargmetratges Tapes –pel qual van guanyar un Goya a la millor adreça novella- i Covards.

## Sinopsi
Pelotas narra la vida quotidiana d'un grup d'amics que es troben els diumenges al matí per a veure a la Unió Futbol Club, el modest equip del seu barri.
| «                           | Ens agrada contar la història des de la veritat, que l'espectador se senti identificat amb les petites misèries, victòries i derrotes de la vida quotidiana (...) Quan rodem la nostra primera pel·lícula "Tapes" ens quedem amb ganes de més. Més barri, més persones, més coses que comptar, més vides creuades i comencem a fantasiar amb la idea de fer una sèrie per a televisió que tingués la mateixa premissa que aquella pel·lícula: "Darrere de cada persona que et travesses pel carrer hi ha una història que contar" | » |
| — José Corbacho i Juan Cruz | |   |

Fou rodada a l'Hospitalet de Llobregat, als barris de Pubilla Casas, La Florida i Can Boixeres.

## Personatges

### Personatges protagonistes
- Florencio Sáez, Flo, és el president de la Unió Futbol Club. Encara que porta casat trenta anys amb Elena, amb qui té una filla, fa deu que manté una relació extramatrimonial amb Rosa. Personatge interpretat per Ángel de Andrés López.
- Chechu Nieto, futbolista retirat, actualment és l'entrenador de la Unió Futbol Club. És encunyat del president del club, ja que la seva dona, Bea (amb qui té una filla, Cris), és germana d'Elena, l'esposa de Flo. Personatge interpretat per Javier Albalá.
- Beatriz "Bea", és la germana d'Elena i dona de Chechu, amb qui té una filla, Cristina. Regenta una botiga de menjar preparat i ultramarins. Personatge interpretat per Belén López.
- Nieves Sáez, és la filla de Flo. En l'inici de la sèrie torna a casa, després de cinc anys vivint en Liverpool, i descobreix que res ha canviat en el barri. Núvia de Kim Ki. Personatge interpretat per Celia Freijeiro.
- Carol, és la núvia de Nieves, amb la qual viu a Liverpool, que torna per a reconquerir-la. Personatge interpretat per Noelia Castaño.
- Cristina "Cris" Nieto, és la filla de Chechu i Bea. Comparteix amb el seu pare la passió pel futbol i juga en l'equip infantil de la Unió. Personatge interpretat per Carlota Urdiales.
- Rosa, és policia municipal i amant de Florencio. Personatge interpretat per Blanca Apilánez.
- Marta, és amiga de Bea. Personatge interpretat per María Botto.
- Amalia, és la matriarca de la família, mare de Beatriz i Elena i àvia de Nieves i Cristina. Personatge interpretat per Alicia Agut.
- Kim Ki Yong, és el nou fitxatge de la Unió i nuvi de Nieves. Personatge interpretat per Alberto Jo Lee.
- Collado, és l'entrenador dels infantils de la Unió. Personatge interpretat per David Fernández Ortiz.
- Javi, regenta el bar de la Unió. Personatge interpretat per Javi Merino.
- Don Antonio, és el soci fundador de la Unió. Personatge interpretat per Francisco Merino.
- Richi, és un dels jugadors estrella de la Unió, ex-xicot de Nieves i promès de Vanessa. Personatge interpretat per Pablo Vega.
- Vanesa. Xicota de Richi i dependenta de la botiga de Bea. Personatge interpretat per Sara Loscos.
- Mejuto. És l'encarregat de manteniment del club. Personatge interpretat per David Ramírez.

### Actuacions estelars
- Paz Padilla (cap. 1 y 11), interpreta a Elena, esposa de Flo, que va morir en el primer episodi.
- Julio Salinas (cap. 2), interpretant-se a si mateix.
- Pichi Alonso (varis capítols),interpretant-se a si mateix.
- Jordi Hurtado, (cap 11), interpretant-se a si mateix.
- José Corbacho (varis capítols), interpreta al psicòleg de Bea.[5]
- Peret (cap. 3), interpreta a don Alberto, avi de Pachuco, futbolista del San Isidro.[6]
- Sancho Gracia (cap. 5), interpreta a Berrocal, amiv de la infància de Flo.[7]
- Andreu Buenafuente (cap. 11), oficia la boda entre Richi i Vanesa.[8]